# Grenzkirche

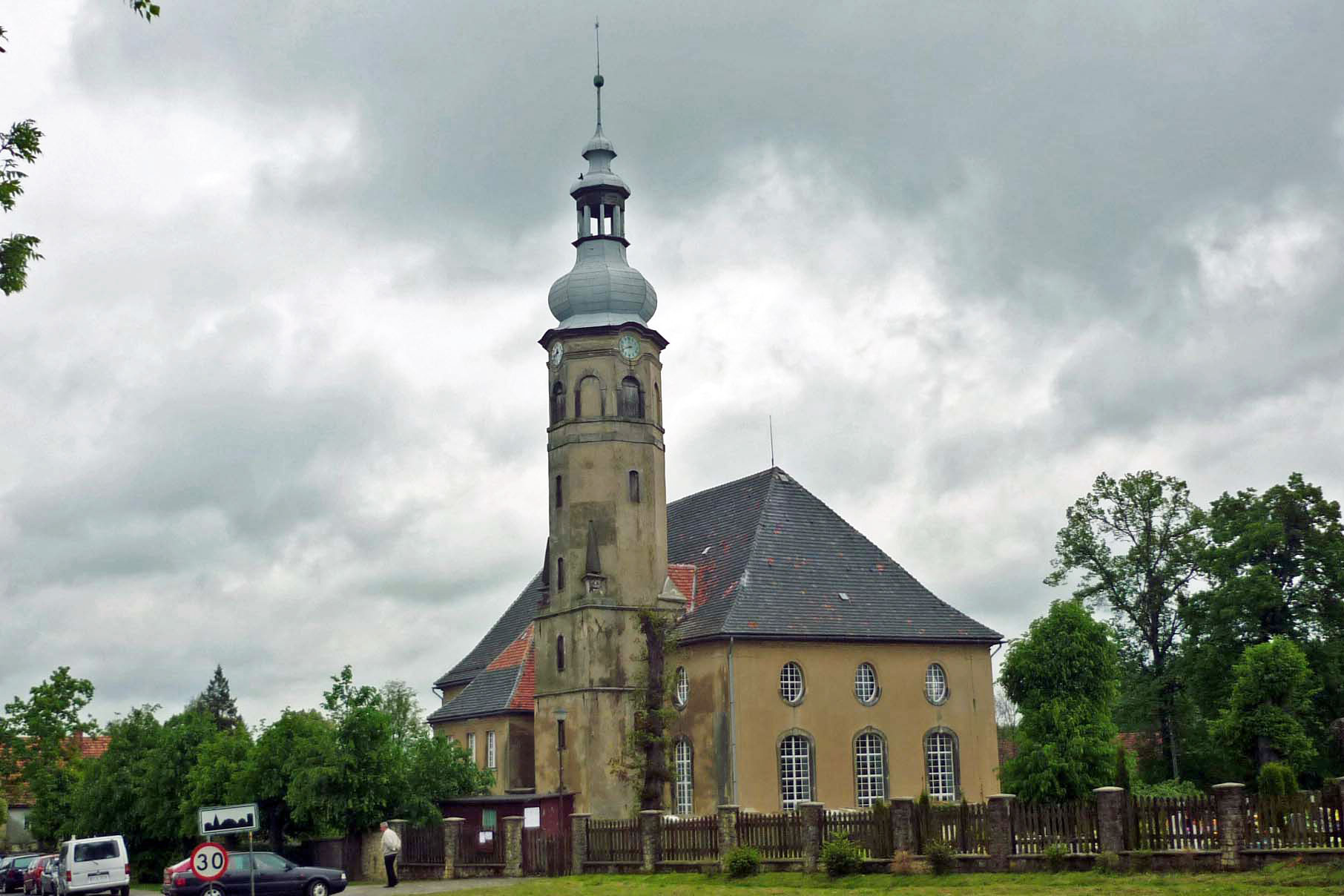
Grenzkirche in Friedersdorf am Queis (Biedrzychowice)

Grenzkirchen waren evangelische Gotteshäuser, die nach dem Dreißigjährigen Krieg in sächsischen und brandenburgischen Orten errichtet wurden, welche in unmittelbarer Nachbarschaft der von der Rekatholisierung betroffenen Länder Schlesien und Böhmen lagen. Dorthin wandten sich evangelische Schlesier und Böhmen, denen in ihrer Heimat die freie Religionsausübung fortan verwehrt war. Sie waren meist von einfacher Bauweise, so dass viele heute nicht mehr existieren.

## Böhmen
Das habsburgische Herrscherhaus beanspruchte für sich in seinen eigenen Ländern das so genannte Reformationsrecht nach dem Prinzip cuius regio - eius religio, wie es der Augsburger Religionsfrieden 1555 festgelegt hatte. Das heißt, die Untertanen mussten die Konfession des Landesherrn annehmen. Wer dem nicht folgen wollte, die so genannten Dissidenten, durfte auswandern (Ius emigrandi). In den böhmischen Ländern hatten die Habsburger dieses Prinzip vor dem Dreißigjährigen Krieg nicht durchsetzen können, vielmehr hatte Kaiser Rudolf II. den Protestanten Böhmens und Schlesiens in den Majestätsbriefen von 1609 freie Religionsausübung gewähren müssen. Nach der Niederlage der Stände in der Schlacht am Weißen Berg und der Rückeroberung Böhmens fühlte sich Kaiser Ferdinand II. an diese Zusage nicht mehr gebunden und 1621 begann in Böhmen die gewaltsame Durchsetzung der Gegenreformation.
Den evangelischen Bewohnern in den nördlichen Grenzregionen blieb außer Emigration und Konversion als dritte Option der Besuch lutherischer Gottesdienste im angrenzenden Sachsen und in der benachbarten Oberlausitz. Die aufgesuchten Dorfkirchen waren oft zu klein, deshalb ließen die sächsischen Kurfürsten und auch örtliche Grundherren für die Böhmen die Grenzkirchen errichten. Nicht selten war der Gang in die Grenzkirchen eine Vorstufe zur Auswanderung, denn die katholischen Obrigkeiten in Böhmen versuchten das Auslaufen ihrer Untertanen nach Sachsen mit polizeilichen Mitteln zu unterbinden und der Druck auf die Protestanten nahm mit der Zeit immer mehr zu.
Eine Besonderheit stellte die Weigsdorfer Kirche dar, die bis 1848 als sächsische Exklave im böhmischen Teil des Dorfes lag, trotz restriktiver Maßnahmen konnte die Herrschaft Friedland nicht verhindern, dass ein Großteil der Bewohner der eingepfarrten böhmischen Dörfer protestantisch blieb.

## Schlesien
Eine ganz ähnliche Entwicklung gab es zwei Jahrzehnte später in Schlesien, als die Habsburger auch dort gegen Ende des Dreißigjährigen Krieges ihre Macht wieder festigten und mit der Gegenreformation begannen. An den Grenzen Niederschlesiens zur brandenburgischen Neumark und zur sächsischen Oberlausitz zählte man etwa 150 solcher Zufluchts- und Grenzkirchen. Mit dem Aussterben der letzten schlesischen Piasten (1675) gab es innerhalb Schlesiens keine evangelischen Territorien mehr. Außer in den drei schlesischen Friedenskirchen in Schweidnitz, Jauer und Glogau, die auf eine Bestimmung des Westfälischen Friedens zurückgingen, konnten die Protestanten nur mehr im Ausland an Gottesdiensten ihrer Konfession teilnehmen.
Grenzkirchen auf brandenburgischem Gebiet
in der Neumark in Lippen (Lipno), Drehnower Vorwerk (Orzewo, heute Ortsteil von Radomia), Logau (Łagów), Rothenburg (Czerwieńsk), Stockvorwerk/Stock (Stok, heute Ortsteil von Gronów), Trebschen (Trzebiechów), im Tschicherziger Oderwald (bei Cigacice) und Glauchower Oderwald (bei Głuchów).
Grenzkirchen auf sächsischem Gebiet
in der Niederlausitz in Christianstadt (Krzystkowice) am Bober und Jeschkendorf (Jaszkowice) bei Sorau und in der Oberlausitz in Skerbersdorf und Podrosche (zwischen 1936—1947 in Grenzkirch umbenannt) an der Neiße, Halbau (Iłowa), Dohms (Luboszów) und Schöndorf am Queis (Wesoła, heute Ortsteil von Ławszowa), Wingendorf (Jałowiec) bei Lauban, Goldentraum (Złotniki Lubańskie), Friedersdorf am Queis (Biedrzychowice) und Nieder Wiesa (Wieża) am Queis.
Grenzkirchen auf polnischem Gebiet
in Schlichtingsheim (Szlichtyngowa), Schlemsdorf (Szemzdrowo) bei Bojanowo und Unruhstadt (Kargowa).
Grenzkirchen auf dem Gebiet des evangelischen Fürstentums Liegnitz-Wohlau
in Kriegheide (Pogorzeliska), Hummel (Trzmielów), Herrnlauersitz (Luboszyce) und Rützen (Ryczeń).
Ein katholisches Pendant zu den Grenzkirchen gab es im Grenzgebiet des Hochstifts Münster zur Republik der Niederlande.